# Chibidokuga hypenodes
Chibidokuga hypenodes är en fjärilsart som beskrevs av Inoue 1979. Chibidokuga hypenodes ingår i släktet Chibidokuga och familjen nattflyn. Inga underarter finns listade i Catalogue of Life.